# Vlhošť
Vlhošť är ett berg i Tjeckien.   Det ligger i regionen Liberec, i den norra delen av landet, 60 km norr om huvudstaden Prag. Toppen på Vlhošť är 613 meter över havet, eller 270 meter över den omgivande terrängen. Bredden vid basen är 9,9 km.
Terrängen runt Vlhošť är kuperad åt nordväst, men åt sydost är den platt.Runt Vlhošť är det glesbefolkat, med 20 invånare per kvadratkilometer. Närmaste större samhälle är Česká Lípa, 10,9 km nordost om Vlhošť. Omgivningarna runt Vlhošť är en mosaik av jordbruksmark och naturlig växtlighet.